# مارك جونز (لاعب كرة قدم أسترالي)
مارك جونز (بالإنجليزية: Mark Jones)‏ (5 يونيو 1966 في أستراليا - ) هو لاعب كرة قدم أسترالي في مركز الدفاع. شارك مع منتخب أستراليا تحت 20 سنة لكرة القدم ومنتخب أستراليا لكرة القدم. أما مع النوادي، فقد لعب مع ماركوني ستاليونز ونادي سيدني يونايتد 58 وAdamstown Rosebud FC ‏ ونيوكاسل بريكرز.

## وصلات خارجية
- مارك جونز على موقع الاتحاد الدولي (مؤرشف)  (الإنجليزية)
- مارك جونز على موقع قاعدة بيانات كرة القدم.إي يو (الإنجليزية)